# MC (ヒップホップ)
MC（エムシー）は、ヒップホップ・ミュージックなどのポピュラー音楽において、ラップをする人のことである。ラッパーとほぼ同義語であるが、後述のように区別する場合もある。

## 概要
| エミネム（左）とニッキー・ミナージュ（右） |  | エミネム（左）とニッキー・ミナージュ（右） |
| エミネム（左）とニッキー・ミナージュ（右） |  |                                            |

ヒップホップの黎明期において、原型となったジャマイカのサウンド・クルーのように、MCの役割はラップのレコーディング・アーティストではなく、パーティーの進行、盛り上げ役などだったため、司会者を意味するMC（master of ceremoniesの略）という呼び名が当てられた。
後にラップを職業とするMCが増え、MCという言葉に"microphone controller"（Run-D.M.C.）や"move the crowd"（ラキム）など独自の意味が足されていった（一種のバクロニム）。現在では単なる司会者と特に分けて、Run-D.M.C.が用いた「microphone controller」の略語であると一般解釈されている。
同じような意味を持つ「ラッパー（rapper）」という言葉は、シュガーヒル・ギャングの「ラッパーズ・デライト（Rapper's Delight）」のヒットによりメディアに広められたもので、オールドスクール・ヒップホップ世代の「ラップする者」の中には「ラッパー」の呼称を嫌う者もいた。近年のアメリカでは、「ラッパー」という呼称が一般的に広まり、「ラッパー」を自称する「ラップする者」も多い。
MC同士がフリースタイルで相手をディスし合い、お互いの技能を競う事をMCバトルと言う。
ラップロックなど、ヒップホップ以外のラップを取り入れた分野でも使われる言葉である。